# Вус Євгеній Володимирович
Євге́ній Володи́мирович Ву́с (1969—2022) — український військовослужбовець, старший солдат Окремого загону спеціального призначення «Азов» Національної гвардії України, учасник російсько-української війни, який відзначився і загинув під час відбиття російського вторгнення в Україну, оборонець Маріуполя. Кавалер ордена «За мужність» III ступеня, (2022, посмертно).

## Життєпис
Народився в місті Києві. Закінчив столичну школу № 27 та Київський національний торговельно-економічний університет. Захоплювався мисливством і туризмом, любив читати.
На початку російсько-української війни Євгеній долучився до волонтерської служби порятунку «ASAP RESCUE» та брав участь в АТО у складі підрозділу «Янголи Тайри». Мав позивний «Прапор». Спочатку був водієм, займався евакуацією поранених українських військових з лінії зіткнення до найближчих госпіталів. Згодом став парамедиком. Виконував завдання в Авдіївці, на Горлівському та Маріупольському напрямках.
2019 року прийнятий на військову службу за контрактом до лав ОЗСП «Азов».
Помер 26 березня 2022 року на території заводу «Азовсталь» внаслідок тяжких поранень, які дістав за 3 дні до цього у бою з окупантами.
Оскільки Євгенія поховали там же, де він і помер — на «Азовсталі» — рідні та близькі так і не змогли його провести в останню путь на Батьківщині.
На момент смерті йому було 53 роки. Залишилися мама, дві доньки, дружина, сестра.

## Нагороди
- Орден «За мужність» ІII ступеня (посмертно, Указ Президента України № 254/2022 від 17 квітня 2022 року) — За особисту мужність і самовіддані дії, виявлені у захисті державного суверенітету та територіальної цілісності України, вірність військовій присязі[1]

Також був відзначений нагородами: 
- відзнака «За врятовані життя (АТО)»;
- нагрудний знак «Учасник АТО»;
- Відзнака Президента України «За гуманітарну участь в антитерористичній операції» (17.02.2016);
- Заохочувальна відзнака Міністерства оборони України — Медаль «За сприяння Збройним Силам України» (10.02.2017);
- нагрудним знаком «Знак пошани» (12.03.2018).